# Melisa Aslı Pamuk
Melisa Aslı Pamuk (anhörenⓘ * 14. April 1991 in Haarlem) ist eine türkische Schauspielerin und Model.

## Leben und Karriere
Ihre Familie stammt aus İskenderun. Pamuk gewann den Titel Miss Turkey 2011 am 2. Juni 2011. Sie nahm auch am Miss Universe 2011 teil. Sie meldete sich an der Universität am Amsterdam an, brach das Studium jedoch ab, weil sie sich auf ihre Modellkarriere konzentrieren wollte. Außerdem gewann sie die Auszeichnung "Best Promising" in Best Model of Turkey 2009. Sie spricht fließend Türkisch, Englisch, Niederländisch und Deutsch. Daneben spricht sie auch etwas Französisch. Mit dem Modeln begann sie mit dem vierzehnten Lebensjahr.
Melisa Asli Pamuk ist mit dem türkischen Fußballer Yusuf Yazici verheiratet.

## Filmografie
Filme
- 2004: Dat zit wel snor
- 2012: G.D.O. KaraKedi
- 2021: Karanlık Şehir Hikayeleri: Kilit

Fernsehserien
- 2010–2013: Yer Gök Aşk
- 2013: Lale Devri
- 2014: Kurt Seyit ve Şura
- 2014: Her Sevda Bir Veda
- 2014–2015: Ulan İstanbul
- 2015–2017: Kara Sevda
- 2018–2019: Çarpışma
- 2020: Yeni Hayat
- 2021: Kırmızı Oda
- 2022: Hayaller ve Hayatlar
- 2023: EGO

## Auszeichnungen
- 2016: Altın Kelebek Ödülleri
- 2017: Ayaklı Gazete Ödülleri als Beste Nebendarstellerin